# Distretto di Kita (Ehime)
Il distretto di Kita (喜多郡, Kita-gun?) è uno dei distretti della prefettura di Ehime, in Giappone.
Attualmente fa parte del distretto solo il comune di Uchiko.
| Controllo di autorità | VIAF (EN) 137200792 · LCCN (EN) n80019245 · J9U (EN, HE) 987007559491705171 · NDL (EN, JA) 00631793 |